# مجمع فلورنسا
مجمع فلورنسا أو المجمع الفلورنسي (1431 - 1445) هو المجمع المسكوني السابع عشر في الكنيسة الكاثوليكية. عقد في مدينة فلورنسا الإيطالية، قبل وقت قصير من وفاة البابا مارتن الخامس، غير أن وفاة البابا حالت دون انعقاده. حاول البابا إيجين الرابع عقده غير أن الحروب في أوروبا حالت دون ذلك، لاسيّما العداء مع الإمبراطور سيغيسموند الإمبراطور الروماني الذي احتلّ روما فانتقل البابا إلى فلورنسا، حيث دعا المجمع إلى الانعقاد، بعد وفاة الإمبراطور عام 1437، وحضره ممثلون عن الكنائس المسيحية الشرقية المنفصلة عن روما، لمناقشة قضية وحدة المسيحيين، مع صعود الدولة العثمانية وسقوط القسطنطينية. وخلص إلى إعلان التوافق حول عدد من القضايا الخلافية، وختم بإعلان بيان في الوحدة، غير أنها لم تدخل حيّز التطبيق بمعنى الوحدة الشاملة بين المسيحيين. ناقش المجمع أيضًا، عدة قضايا لاهوتية أخرى مثل موضوع انبثاق الروح القدس، وتنظيم الأسرار السبعة المقدسة، وطرق منحها.